# كابري ليوني
كابري ليوني (بالإيطالية: Capri Leone)‏ هي بلدية في مقاطعة ميسينا في صقلية الإيطالية.

## السكان
في سنة 1861 بلغ عدد السكان 824 نسمة، وتطور العدد ليصل في سنة 2011 لـ 4٬516 نسمة.
يظهر هذا المخطط البياني تطور النمو السكاني لـ كابري ليوني